# Rimpfischhorn
De Rimpfischhorn is een vierduizender in de Walliser Alpen. De berg ligt in het zuidelijke deel van het Mischabelmassief.
Uitgangspunten voor de beklimming van de piramidevormige berg zijn Zermatt, Täsch en Saas Fee.
Op 9 september 1859 werd de Rimpfischhorn voor het eerst beklommen door Melchior Anderegg, Leslie Stephen, R. Liveing en Johann Zumtaugwald.
De belangrijkste berghutten in de omgeving van de top zijn de Britannia hütte (3030 m) aan de oostzijde en de Täschhutte (2701 m) aan de westzijde. Vanaf de berghutten duurt de tocht naar de top respectievelijk 5 en 6 uur. Via Zermatt kan men via een overnachting in Fluhalp de top bereiken via de zuidwestkant.